# فرضیه مستند
- J: یهوی (قرن دهم و نهم ق.م)[۱][۲]
- E: الوهیمی (قرن 9 ق.م)[۱]
- Dtr1: مورخ تنثیه‌ای اولیه (قرن هفتم قبل از میلاد)
- Dtr2: مورخ تنثیه‌ای متاخر (قرن ششم قبل از میلاد)
- P*: کهانتی (قرن ششم و پنجم ق.م)[۳][۲]

نمودار فرضیه مستند در قرن بیستم: J: یهوی (قرن دهم و نهم ق.م)
E: الوهیمی (قرن 9 ق.م)
Dtr1: مورخ تنثیه‌ای اولیه (قرن هفتم قبل از میلاد)
Dtr2: مورخ تنثیه‌ای متاخر (قرن ششم قبل از میلاد)
P*: کهانتی (قرن ششم و پنجم ق.م)
D†: منبع دی
R: تدوین‌کننده
DH: تاریخ تثنیه (کتاب‌های یوشع، کتاب داوران، سموئیل، پادشاهان)

فرضیهٔ مستند (به انگلیسی، به اختصار: DH) یکی از مدل‌هایی است که توسط پژوهشگران کتاب مقدس برای توضیح خاستگاه و تألیف تورات (یا اسفار خمسه، پنج کتاب اول کتاب مقدس: پیدایش، خروج، لاویان، اعداد و تثنیه) استفاده می‌شود. نسخه‌ای از فرضیه مستند که اغلب با نام پژوهشگر آلمانی یولیوس ولهاوزن پیوند داشته، تقریباً در تمام قرن بیستم مورد پذیرش جهانی بود. این فرضیه معتقد بود که اسفار خمسه مجموعه‌ای از چهار سند در اصل مستقل است: منابع یَهُوی (به انگلیسی: Jehowist)، الوهیمی (به انگلیسی: Elohist)، تثنیه‌ای (به انگلیسی: Deuteronomist) و کاهنی یا کُهانَتی (به انگلیسی: Priestly) که اغلب با حروف اول نامشان به آن‌ها اشاره می‌شود. اولینِ این منابع، یهوی، به دورهٔ پادشاهی سلیمان (حدود ۹۵۰ ق.م) تاریخ‌گذاری شده بود. منبع الوهیمی کمی بعدتر، در قرن نهم ق.م، و تثنیه‌ای درست قبل از سلطنت یوشیا، در قرن هفتم یا هشتم ق.م تاریخ‌گذاری شده بود. در نهایت، منبع کهانتی، عموماً به زمان عزرا در قرن پنجم ق.م تاریخ‌گذاری گردیده بود. این منابع در مراحل مختلف زمانی توسط گروهی از ویراستاران یا تدوین‌کنندگان به یکدیگر پیوند داده شدند.
در حال حاضر اجماع پیرامون فرضیهٔ مستندی که در آغاز مطرح شده بود، از هم پاشیده است. این امر تا حد زیادی با انتشار آثار تأثیرگذار جان ون سترز، هانس هاینریش اشمید و رولف رندتورف در اواسط دههٔ ۱۹۷۰ میلادی آغاز شد، که استدلال می‌کردند منبع یهوی نباید زودتر از دورهٔ تبعید بابلی (۵۹۷-۵۳۹ ق.م) تاریخ‌گذاری شود، و وجود یک منبع الوهیمی که اهمیت مستقل داشته باشد را رد کردند. آن‌ها همچنین ماهیت و حجمی که منسوب به سه منبع دیگر بود، را زیر سؤال بردند. ون سترز، اشمید و رندتورف در بسیاری از انتقادات خود به فرضیهٔ مستند اشتراک نظر داشتند، اما در مورد اینکه چه پارادایمی باید جایگزین آن شود، توافق نظر کامل نداشتند. در نتیجه، علاقه به مدل‌های «فرضیهٔ قطعه‌ای» و «فرضیهٔ مکمل» مجدداً احیا شده است، که اغلب با یکدیگر و با یک مدل مستند ترکیب می‌شوند و طبقه‌بندی نظریه‌های معاصر را به‌عنوان صرفاً یکی از این دسته‌ها دشوار می‌سازد. پژوهشگران مدرن همچنین تاریخ‌گذاری کلاسیک ولهاوزن برای منابع را کنار گذاشته‌اند و عموماً تورات متصلب و تکمیل‌شده را محصولی از دورهٔ هخامنشی (احتمالاً ۴۵۰-۳۵۰ ق.م) می‌دانند، هرچند برخی شکل‌گیری آن را تا اواخر دورهٔ هلنیستی (۳۳۳-۱۶۴ ق.م)، پس از فتوحات اسکندر مقدونی، عقب می‌برند.

## تاریخچهٔ فرضیهٔ مستند

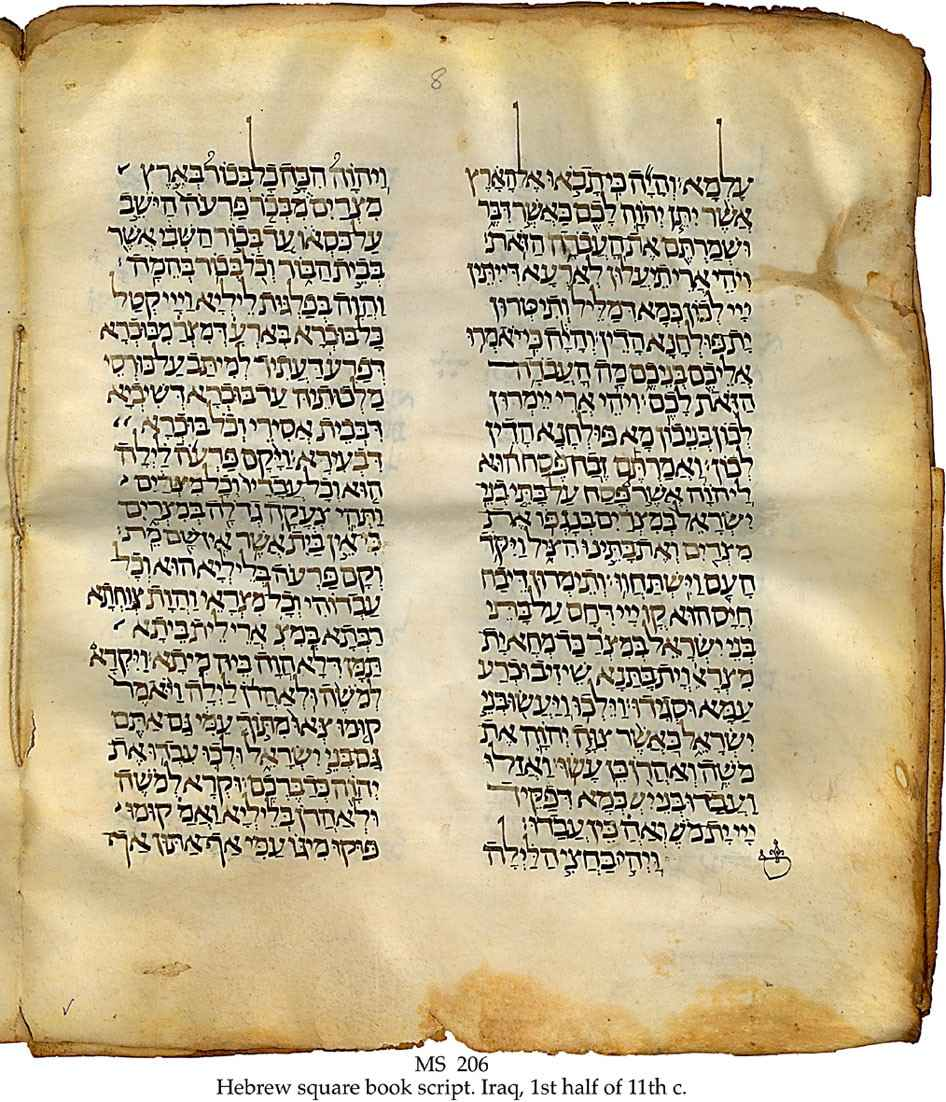
نسخه‌ای از کتاب مقدس عبری مربوط به قرن یازدهم میلادی

تورات (یا اسفار خمسه) در مجموع پنج کتاب اول کتاب مقدس است: پیدایش، خروج، لاویان، اعداد و تثنیه. براساس دیدگاه سنتی، این کتاب‌ها توسط خدا به موسی وحی شده‌اند، اما زمانی که پژوهش‌های انتقادی مدرن بر روی کتاب مقدس اعمال شد، مشخص گردید که اسفار خمسه آن متن یکپارچه‌ای نیست که از یک نویسندهٔ واحد انتظار می‌رود. در نتیجه، ایدهٔ نویسندهٔ تورات بودن موسی تا قرن هفدهم عمدتاً توسط پژوهشگران برجسته رد شده بود و بسیاری از پژوهشگران مدرن آن را محصول یک فرآیند تکاملی طولانی می‌دانند.
در اواسط قرن هجدهم، برخی از پژوهشگران که با رویکردی انتقادی کتاب مقدس را مطالعه می‌کردند، بررسی روایات تکراری (روایت‌های موازی از حوادث یکسان)، ناهماهنگی‌ها و تغییرات در سبک و واژگان تورات را آغاز کردند. در سال ۱۷۸۰، یوهان آیشهورن، با تکیه بر کار پزشک و مفسر فرانسوی، ژان آستروک، در «حدسیات» او و دیگران، «فرضیهٔ مستند ابتدایی» را فرموله کرد. این فرضیه برمبنای این ایده بود که کتاب پیدایش از ترکیب دو منبع مجزای محسوسِ یهوی و الوهیمی، تشکیل شده است. متعاقباً، نگارش‌هایی از این منابع در چهار کتاب اول تورات نیز یافت شدند و بعدها هم‌زمان با کشف منبع تثنیه‌ای توسط ویلهلم دِ وِت به‌عنوان یک منبع مضاف بر دو منبع قبلی، که فقط در کتاب تثنیه یافت می‌شود، تعداد کل منابع به سه افزایش یافت. باز هم بعدتر، منبع الوهیمی به دو منبع الوهیمی و کهانتی تقسیم شد و تعداد کل منابع را به چهار رساند.
این رویکردهای فرضیهٔ مستند با دو مدل دیگر، یعنی فرضیهٔ قطعه‌ای و مکمل، در رقابت بودند. فرضیهٔ قطعه‌ای استدلال می‌کرد که در واقع قطعاتی با طول‌های متفاوت، و نه اسناد پیوسته، در پس تورات قرار دارند؛ این رویکرد ناهمسانی تورات در بیان برخی روایات را توجیه می‌کرد اما نمی‌توانست انسجام ساختاری آن، به‌ویژه در مورد گاه‌شماری‌ها را توضیح دهد. فرضیهٔ مکمل در توضیح این وحدت ساختاری موجود در تورات بهتر عمل کرد: این فرضیه معتقد بود که تورات از یک سند اصلی مرکزی، یعنی منبع الوهیمی، تشکیل شده که با قطعاتی برگرفته از منابع پرشمار دیگری تکمیل شده است. رویکرد مکمل تا اوایل دههٔ ۱۸۶۰ غالب بود، اما با کتاب مهمی که توسط هرمان هوپفلد در سال ۱۸۵۳ منتشر شد، به چالش کشیده شد. او استدلال کرد که اسفار خمسه از چهار منبع مستند تشکیل شده است: سه منبع کهانتی، یهوی و الوهیمی که در پیدایش-خروج-لاویان-اعداد در هم تنیده‌اند و یک منبع مستقل به نام تثنیه. تقریباً در همان دوره، کارل هاینریش گراف استدلال کرد که منابع یهوی و الوهیمی، اولین منابع، و منبع کهانتی، آخرینِ آن‌ها است، در حالی که ویلهلم واتکه این چهار منبع را در چارچوبی تکاملی قرار داد: یهوی و الوهیمی به زمان طبیعت بدوی و آیین‌های باروری، تثنیه‌ای به دینِ اخلاق‌محور پیامبران عبرانی، و منبع کهانتی به شکل و شمایلی از دین که تحت سلطهٔ آیین، قربانی و شریعت بود.

### ولهاوزن و فرضیه مستند جدید

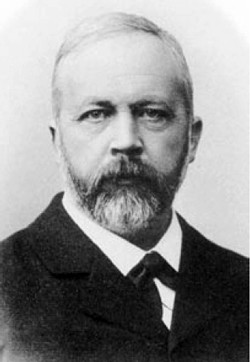
یولیوس ولهاوزن

در سال ۱۸۷۸، یولیوس ولهاوزن جلد اول کتاب تاریخ اسرائیل را منتشر کرد. ویرایش دوم با عنوان مقدمه‌ای بر تاریخ اسرائیل در سال ۱۸۸۳ چاپ شد، و این اثر بیشتر با همین نام شناخته می‌شود. (جلد دوم، تاریخی ترکیبی با عنوان  تاریخ اسرائیلی و یهودی، تا سال ۱۸۹۴ منتشر نشد و هنوز از آلمانی به انگلیسی ترجمه نشده است.) نکته مهم این است که این تصویر تاریخی بر اساس دو اثر تحلیل فنی پیشین او بنا شده بود:
1. تألیف اسفار شش‌گانه مربوط به سال‌های ۱۸۷۶ یا ۱۸۷۷.
2. و بخش‌هایی در مورد «کتاب‌های تاریخی کتاب مقدس» (یعنی از سفر داوران تا پادشاهان) در ویراست سال ۱۸۷۸ او از کتاب مقدمه‌ای بر عهد عتیق اثر فریدریش بلیک.

بخش اندکی از فرضیهٔ مستند ولهاوزن محصول کار مستقل خود ولهاوزن بود و عمدتاً کار او برمبنای کار هوپفلد، ادوارد اوژن روس، گراف و دیگران بود که آن‌ها نیز به نوبهٔ خود بر اساس پژوهش‌های پیش از خودشان کار کرده بودند. او چهار منبع مطرح‌شده توسط هوپفلد را پذیرفت و در توافق با گراف، اثر کهانتی را در آخر قرار داد. یهوی اولین منبع بود، محصولی از قرن دهم ق.م و از دربار سلیمان؛ الوهیمی محصول قرن نهم ق.م در پادشاهی شمالی اسرائیل بود و توسط یک تدوین‌کننده (یا ویراستار) با یهوی ترکیب شده بود تا سند یهوی-الوهیمی را تشکیل دهد؛ منبع سوم، یعنی تثنیه‌ای، محصول قرن هفتم ق.م، حدود ۶۲۰ ق.م، در دوران سلطنت یوشیا بود؛ کهانتی (که ولهاوزن ابتدا آن را Q نامید) محصول دنیایی بود که تحت سلطهٔ کاهنان و معبد در قرن ششم ق.م قرار داشت؛ و تدوین نهایی اتفاقی بود که زمانی رخ داد که کهانتی با یهوی-الوهیمی-تثنیه‌ای ترکیب شد تا نهایتاً تورات را آن‌گونه که اکنون می‌شناسیم، تولید کند.
توضیح ولهاوزن در مورد شکل‌گیری تورات، توضیحی در مورد تاریخ دینی اسرائیل نیز بود. منابع یهوی و الوهیمی دنیایی بدوی، غریزه‌محور و شخصی را توصیف می‌کردند که با مراحل اولیهٔ تاریخ اسرائیل همخوانی داشت؛ در تثنیه، او نفوذ پیامبران و توسعهٔ یک دیدگاه اخلاق‌محور را می‌دید که به نظر او قلهٔ دین یهود را نمایندگی می‌کرد؛ و منبع کهانتی، جهانِ خشک، مناسک‌محور و جهانی تحت سلطهٔ کاهنان که در دورهٔ پس از تبعید وجود داشت را منعکس می‌کرد. کار او، که به لطف پژوهش دقیق و گسترده و استدلال‌های محکم خود برجسته بود، فرضیهٔ مستند جدید را به‌عنوان توضیح غالب دربارهٔ خاستگاه اسفار خمسه از اواخر قرن نوزدهم تا اواخر قرن بیستم تثبیت کرد.

## ارزیابی مجدد انتقادی

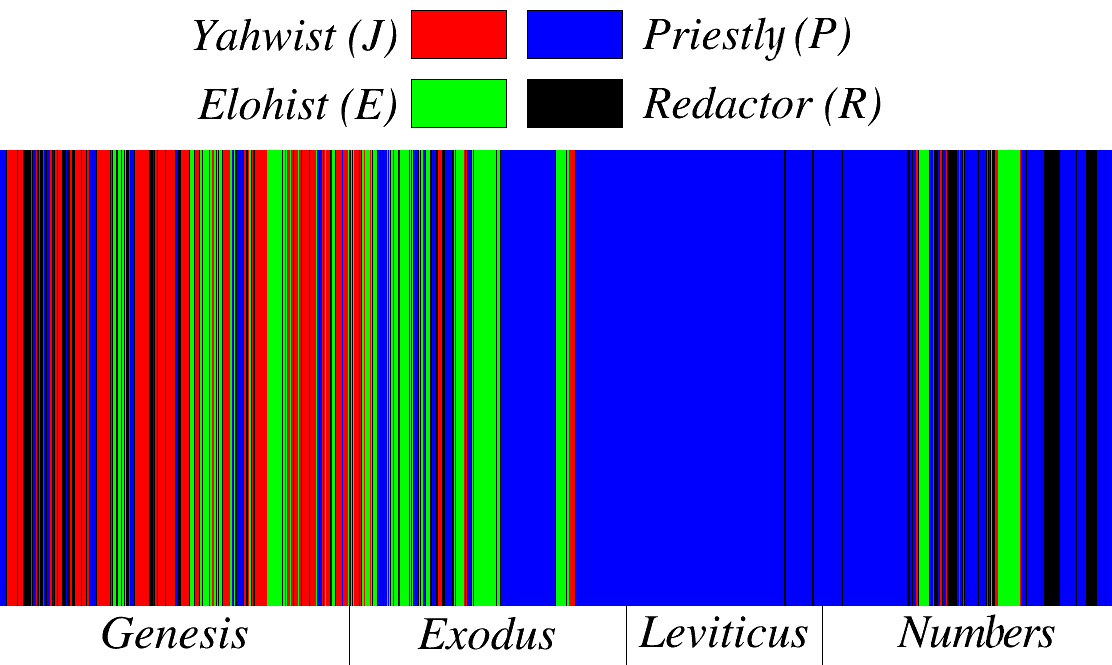
توزیع منابع تورات که توسط ریچارد الیوت فریدمن (۱۹۹۷) پیشنهاد شده است.

در اواسط تا اواخر قرن بیستم، انتقادات جدیدی به فرضیهٔ مستند وارد شد. سه انتشار عمده در دههٔ ۱۹۷۰ میلادی باعث شد که پژوهشگران مفروضات فرضیهٔ مستند را مورد ارزیابی مجدد قرار دهند: ابراهیم در تاریخ و سنت اثر جان ون سترز، به اصطلاح یهوی اثر هانس هاینریش اشمید، و مسئلهٔ تاریخ-سنت اسفار خمسه اثر رولف رندتورف. این سه نویسنده در بسیاری از انتقادات خود به فرضیهٔ مستند اشتراک نظر داشتند، اما در مورد اینکه چه پارادایمی باید جایگزین آن شود، توافق نظر نداشتند.
ون سترز و اشمید هر دو با قاطعیت استدلال کردند که منبع یهوی نمی‌تواند به دورهٔ سلیمانی (حدود ۹۵۰ ق.م) که توسط فرضیهٔ مستند مطرح شده بود، تاریخ‌گذاری شود. آن‌ها در عوض یهوی را به دورهٔ تبعید بابلی (۵۹۷-۵۳۹ ق.م)، یا حداکثر اواخر دورهٔ پادشاهی تاریخ‌گذاری کردند. ون سترز همچنین به‌شدت از ایدهٔ یک منبع الوهیمی که اهمیت مستقل داشته باشد انتقاد کرد و استدلال نمود که الوهیمی حداکثر به دو قطعهٔ کوتاه در کتاب پیدایش محدود می‌شود.
برخی از پژوهشگران، به پیروی از رندتورف، به فرضیهٔ قطعه‌ای روی آورده‌اند که در آن اسفار خمسه به‌عنوان مجموعه‌ای از روایت‌های کوتاه و مستقل دیده می‌شود که به‌تدریج در دو مرحله ویرایشی به واحدهای بزرگتر گرد هم آمده‌اند: مرحلهٔ تثنیه‌ای و مرحلهٔ کهانتی. در مقابل، پژوهشگرانی مانند جان ون سترز از یک فرضیهٔ مکمل حمایت می‌کنند که معتقد است تورات نتیجه دو افزودهٔ عمده — یهوی و کهانتی — به مجموعه‌ای از آثار موجود است.
برخی از پژوهشگران از این فرضیه‌های جدیدتر به‌صورت ترکیبی با یکدیگر و با یک مدل مستند استفاده می‌کنند، که طبقه‌بندی نظریه‌های معاصر را به‌عنوان صرفاً یکی از این دسته‌ها دشوار می‌سازد. اکثر پژوهشگران امروزه همچنان تثنیه را به‌عنوان یک منبع به رسمیت می‌شناسند که خاستگاه آن در مجموعه قوانین تولیدشده در دربار یوشیا است، همانطور که توسط دِ وِت توصیف شده، و متعاقباً در دوران تبعیدْ چارچوبی (سخنرانی‌ها و توصیفات در ابتدا و انتهای مجموعه قوانین) به آن داده شده تا آن را به‌عنوان کلمات موسی معرفی کند. اکثر پژوهشگران همچنین موافقند که نوعی منبع کهانتی وجود داشته است، هرچند گسترهٔ آن، به‌ویژه نقطهٔ پایانی آن، نامشخص است. باقیمانده به‌طور کلی غیرِکهانتی نامیده می‌شود، گروهی که شامل مواد پیش‌کهانتی و پس‌کهانتی می‌شود.
روند کلی در پژوهش‌های اخیر، به رسمیت شناختن شکل نهایی تورات به‌عنوان یک اثر واحد از لحاظ ادبی و ایدئولوژیک است که بر اساس منابع پیشین، احتمالاً در دوران هخامنشی (۵۳۹-۳۳۳ ق.م) تکمیل شده است. بااین‌حال، اقلیتی از پژوهشگران، تدوین نهایی آن را کمی دیرتر، در دورهٔ هلنیستی (۳۳۳-۱۶۴ ق.م) قرار می‌دهند.
فرضیهٔ مستند تحت عنوان جدیدی به نام فرضیهٔ نو-مستند که کمی نسبت به فرضیهٔ مستندْ تجدیدنظر شده هنوز هم طرفدارانی دارد، به‌ویژه در آمریکای شمالی و اسرائیل. این فرضیه منابع را بر اساس ملاحظات کلی‌تری مانند طرح داستانی و پیوستگی به‌جای ملاحظات جزئی مانند سبکی و زبانی متمایز می‌کند و آن‌ها را به مراحل تکامل تاریخ دینی اسرائیل گره نمی‌زند. احیای منبع الوهیمی به‌عنوان یک منبع مستقل توسط این فرضیه احتمالاً عنصری است که بیش از همه مورد انتقاد سایر پژوهشگران قرار می‌گیرد، زیرا به‌ندرت از منبع یهوی، در تعریف قدیمی‌تر آن، قابل تمییز و تشخیص است و پژوهشگران اروپایی آن را عمدتاً به عنوان منبعی که صرفاً تکه‌تکه یا به طور کلی ناموجود بوده، رد کرده‌اند.

## تورات و تاریخ دین بنی‌اسرائیل
ولهاوزن از این منابع تورات به‌عنوان شاهدی برای نشان دادن تحولات در تاریخ دین بنی‌اسرائیل استفاده کرد، آنگاه که بنی‌اسرائیلیان (به نظر او) از حالتی آزاد، ساده و طبیعی به حالتی ثابت، رسمی و نهادینه حرکت کرد. پژوهشگران مدرن دین بنی‌اسرائیل در نحوهٔ استفاده از کتاب مقدس عبری محتاط‌تر شده‌اند، نه‌تنها به این دلیل که بسیاری به این نتیجه رسیده‌اند که کتاب مقدس عبری شاهد قابل اعتمادی برای دین بنی‌اسرائیل و یهودای باستان نیست، بلکه در عوض، باورهای تنها بخشی از جامعهٔ بنی‌اسرائیلیان باستان را نمایندگی می‌کند که در اورشلیم متمرکز بوده و به پرستش انحصاری یهوه اختصاص داشته است.

## واژگان
1. ↑  redactors
2. ↑  JE